# Беллони, Элизабетта
Элизабетта Беллони (итал. Elisabetta Belloni; род. 1 сентября 1958, Рим) — итальянский дипломат. Первая женщина — генеральный директор Департамента информации и безопасности (2021—2025).

## Биография
Родилась 1 сентября 1958 года в Риме, в 1982 году окончила Свободный международный университет общественных наук имени Гвидо Карли (LUISS) в Риме, в 1985 году начала дипломатическую карьеру. Занимала различные должности в итальянских посольствах и постоянных представительствах в Вене и Братиславе, а также в аппарате Министерства иностранных дел Италии. С ноября 2004 года по июнь 2008 года руководила кризисным центром МИД. С 2008 по 2013 год — генеральный директор по сотрудничеству ради развития в Министерстве, а с января 2013 года занимала в нём должность генерального директора по ресурсам и инновации, в феврале 2014 года получила звание посла. Является преподавателем университета Гвидо Карли.
12 мая 2021 года премьер-министр Марио Драги назначил Беллони генеральным директором Департамента информации и безопасности (она стала первой женщиной на этом посту).
В 2022 году была внесена кандидатом в списки голосования за президента Итальянской республики.
6 января 2025 года объявила об уходе в отставку с 15 января для продолжении карьеры в Комиссии фон дер Ляйен.

## Награды
- Кавалер Большого креста ордена «За заслуги перед Итальянской Республикой» (1 июня 2017)[7]
- Орден Почётного легиона — за вклад в «двустороннее сотрудничество, в частности в период чрезвычайной ситуации в Ливане, цунами в Азии и столкновений в Кот-д’Ивуар» (2007)[8]
- Дама Большого Креста Ордена «За верную службу» (2018, Румыния)[9][10]
- Офицер ордена Трёх звёзд (31 марта 2004, Латвия)[11].
- Орден Креста земли Марии 4 класса (13 апреля 2004, Эстония)[12].